# SAG-AFTRA
SAG-AFTRA (Screen Actors Guild — American Federation of Television and Radio Artists, с англ. — «Гильдия киноактёров — Американская федерация теле- и радиоартистов») — профсоюз, представляющий интересы актеров, телеведущих, радиоведущих и других работников в области развлечений, включая кино, телевидение, радио и новые медиа. Он был образован в 2012 году в результате объединения двух организаций:
1. Screen Actors Guild (SAG) — основан в 1933 году, представлял актеров в кино и на телевидении.
2. American Federation of Television and Radio Artists (AFTRA) — основан в 1937 году, представлял интересы работников в радио и телевидении.
Известные случаи забастовок профсоюза происходили в 2016—2017, 2023, 2024 годах.